# ابرخشت
اَبَرخِشت (به انگلیسی: SuperAdobe) (سوپرخشت، سوپرادوب) شکلی از معماری با خاک است که توسط معمار و بنیانگذار مؤسسه Cal-Earth نادر خلیلی ابداع و توسعه یافته‌است. خلیلی با استفاده از کیسه‌های خاکی طویل، سیم‌های خاردار، خاک موجود در سایت و ابزارهای مورد نیاز، سامانه ای خلاق از خاک ابداع کرد که ترکیب شده با روش معماری سنتی و الزامات ایمنی جهانی امروز و استانداردهای زلزله در کالیفرنیاست. او به سبب ابداع روش‌هایی برای ساختن ‌بناهایی مقاوم در برابر زلزله با به کارگیری خشت و گل و تطبیق آنها با نیازهای امروزی شهرت جهانی داشت و برنده‌ی جوایزی بین‌المللی شده بود.

## تاریخچه ابرخشت
تاریخ دقیق استفاده از کیسه‌های خاکی خیلی مشخص نیست اما عمدتاً به قبل از زمان جنگ جهانی اول برمی‌گردد که سربازان کیسه‌های پر از شن را  برای سنگربندی استفاده می‌کردند. در قرن گذشته، سایر ساختمان‌های کیسه خاکی تحت تحقیقات گسترده‌ای قرار گرفتند و به آرامی شروع به به رسمیت شناختن جهانی به عنوان راه حلی قابل قبول برای ارائه مسکن مقرون به صرفه کردند.
نادر خلیلی ابتدا در سال ۱۹۸۴ در پاسخ به فراخوان ناسا، تکنیک کیسه خاکی اَبَرخِشت را پیشنهاد کرد. در سال ۱۹۹۵، ۱۵ پناهگاه برای پناهندگان جنگ خلیج فارس در ایران توسط خلیلی و سازمان ملل متحد ساخته شد. از آن زمان، روش اَبَرخِشت در کانادا، مکزیک، برزیل، بلیز، کاستاریکا، شیلی، ایران، هند، روسیه، مالی، تایلند و همچنین در ایالات متحده مورد استفاده قرار گرفته‌است.

## روش‌شناسی
تکنیک کیسه خاکی اَبَرخِشت به طیف وسیعی از مواد کمک می‌کند. لوله پلی پروپیلن ایده‌آل است، اگرچه استفاده از کنف نیز کافی است. به همین ترتیب، در حالی که ماسه، سیمان یا آهک ترجیح داده می‌شوند، تقریباً هر ماده پرکننده (مانند شن، سنگ‌های آتشفشانی خرد شده یا پوسته برنج) کار خواهد کرد.
پس از جمع‌آوری مصالح و تعیین ابعاد ساختمان، یک ترانشه پی دایره ای به عمق تقریبی ۱ فوت و قطر ۸ تا ۱۴ فوت حفر می‌شود که حداقل دو لایه کیسه خاکی در زیر زمین قرار می‌گیرد. یک زنجیر در مرکز دایره به زمین متصل می‌شود و به عنوان فرم دهنده به دایره گنبد، زنجیر دیگری درست خارج از دیوار گنبد بسته می‌شود: این راهنمای ثابت یا ارتفاع است و اندازه‌گیری داخلی را برای لایه‌ها فراهم می‌کند، زیرا آنها بالاتر می‌روند و از دقت هر لایه جدید در حین چیدمان و کوبش اطمینان می‌دهد.
در بین لایه‌های لوله‌های پرشده، حلقه سیم خاردار به‌عنوان ملات عمل می‌کند و سازه را در کنار هم نگه می‌دارد. حفره‌های پنجره را می‌توان به روش‌های مختلفی قرار داد: یا با چرخاندن لوله پر شده روی خود در اطراف یک پلاگ دایره‌ای (تشکیل یک سربرگ قوسی) یا با اره کردن یک فضای خالی قوس گوتیک یا نوک تیز بعد از اینکه مواد پرکننده گیر کردند.
هنگامی که گنبد ابرخشتی تکمیل شد، می‌توان آن را در چندین نوع مختلف اندود بیرونی، هم به دلایل زیبایی شناختی و هم برای محافظت از سازه در برابر آسیب‌های محیطی مانند اشعه ماوراء بنفش، پوشاند. مانند مواد برای خود ساخت و ساز، انتخاب‌های متعددی وجود دارد. در حالی که CalEarth از گچ به عنوان رایج‌ترین گزینه تکمیل نام می‌برد، خاک و چمن زنده نیز استفاده شده‌است. خلیلی همچنین از ترکیبی از خاک و گچ استفاده کرده‌است که بیشتر توسط یک لایه «خزنده» از سیمان و توپ‌های خاکی پوشانده شده‌است که با تغییر جهت تنش، پوشش را تقویت می‌کند.

## چرا ابرخشت
با توجه به گسترش شهر نشینی ، معضلات اجتماعی به بخشی جداناشدنی از این تحول تبدیل شده‌اند. سکونت‌گاه‌های حاشیه‌ای شهرها و محله‌های فقیرنشین کانون ناهنجاری‌های اجتماعی و آلودگی‌های محیطی هستند و ساکنان این نواحی به سرپناه مناسب، امکانات آموزشی رفاهی و محیطی دارای حداقل ارزش‌های زیستگاهی دسترسی ندارند، از طرفی وقتی سوانح طبیعی مانند سیل و زلزله رخ می‌دهد یا فجایع انسانی ناشی از نزاع‌های سیاسی و اجتماعی همچون جنگ پیش می‌آید، گروه‌های کثیری از مردم شهرها و روستاهای خود را ترک می‌کنند و برای دوره زمانی که گاه سال‌ها به طول می‌انجامد در سکونتگاه‌هایی موقت اقامت می‌کنند.
طبق آمار پژوهشگاه بین‌المللی زلزله شناسی، حدود ۸ درصد از زمین لرزه‌های دنیا و حدود ۱۷ درصد از زلزله‌های بزرگ دنیا در فلات ایران رخ می‌دهد. از سوی دیگر، بیشترین قربانیان بلایای طبیعی در کشورهای در حال توسعه اقشار کم بضاعتی هستند که در خانه‌های فرسوده و یا ناایمن زندگی می‌کنند. همچنین استفاده از مصالح سرطان‌زا و ناهمگام با محیط زیست نیز بیش از پیش رواج یافته و آلودگی‌های زیست محیطی را گسترش داده است.
در مواجهه با چنین شرایطی با کمک گرفتن از ظرفیت‌ها و امکانات حرفه‌ی معماری می توان به راهکارهایی برای بهبود شرایط زیستی انسان‌های گرفتار در چنبر مشکلات و آلودگی‌های زیست محیطی دست یافت، تا همگان از بستری مناسب برای ادامه حیات برخوردار شوند.